# El Refugio, Lagos de Moreno
El Refugio är en ort i Mexiko.   Den ligger i kommunen Lagos de Moreno och delstaten Jalisco, i den centrala delen av landet, 400 km nordväst om huvudstaden Mexico City. El Refugio ligger 2 007 meter över havet och antalet invånare är 695.
Terrängen runt El Refugio är platt åt nordväst, men åt sydost är den kuperad. Runt El Refugio är det ganska tätbefolkat, med 56 invånare per kvadratkilometer. Närmaste större samhälle är Lagos de Moreno, 16,7 km sydväst om El Refugio. I omgivningarna runt El Refugio växer huvudsakligen savannskog.